# Nesticus citrinus
Nesticus citrinus là một loài nhện trong họ Nesticidae.
Loài này thuộc chi Nesticus. Nesticus citrinus được Władysław Taczanowski miêu tả năm 1874.